# Jean Salvanh
Jean Salvanh (* zwischen 1515 und 1520 in Rodez; † nach 1580) war ein französischer Steinmetz.

## Leben und Werk
Salvanh war der Sohn und Amtsnachfolger von Antoine Salvanh und dessen Frau Flore (geborene de Beaulieu). Er war Schüler von Guillaume Philandriers. Er arbeitete zusammen mit seinem Vater am Wiederaufbau des Nordturms der Kathedrale Notre-Dame in Rodez und ab dem Jahre 1561 das Schloss Gages. Daneben arbeitete er an den Kirchen in Ste-Austremoine, Salvetat und Castanet und an der Kirche St. Amans in Rodez.